# Saint-Sauveur-d'Émalleville
 Saint-Sauveur-d'Émalleville  es una población y comuna francesa, en la región de Alta Normandía, departamento de Sena Marítimo, en el distrito de Le Havre y cantón de Goderville.

## Demografía
| 364 | 321 | 428 | 782 | 862 | 968 |
| Para los censos de 1962 a 1999 la población legal corresponde a la población sin duplicidades (Fuente: INSEE [Consultar]) |     |     |     |     |     |